# عبد الستار طاهر شريف
الدكتور عبد الستار طاهر شريف هو أكاديمي وكاتب وصحفي وسياسي عراقي كردي، ولد في كركوك عام 1934، واغتيل فيها في 5 آذار 2008.
عمل مع مصطفى البارزاني وهو مقترب من جلال الطالباني، وكان عضوا في المكتب السياسي للحزب الديمقراطي الكردستاني، وشغل مناصب عدة منها قائممقام قضاء كفري وقائممقام قضاء كويسنجق.
شغل مناصب وزارية في فترة رئاسة أحمد حسن البكر، وشغل منصب وزير البلديات ووزير النقل.
شغل منصب قيادة الحزب الثوري الكردستاني، وقد غادر العراق عام 1999.
كان عبد الستار طاهر شريف حاملا للجنسية النيوزيلندية إلى جانب العراقية، وهو متزوج ولديه خمس بنات وثلاث بنين، وكان يعمل أستاذا في جامعة كركوك.

## مؤلفاته
- موجز تاريخ الحزب الثوري الكرستاني.[7]
- تأريخ الحزب الثوري الكردستاني[8]
- له مذكرات بعنوان «صراع القلم» مذكرات 1971-1983. ترجمته ابنته ڤيان ونشرت عام 2009 في كتاب.

## روابط خارجية
- د. عبد الستار طاهر شريف  على فيسبوك.